# John Wilkins

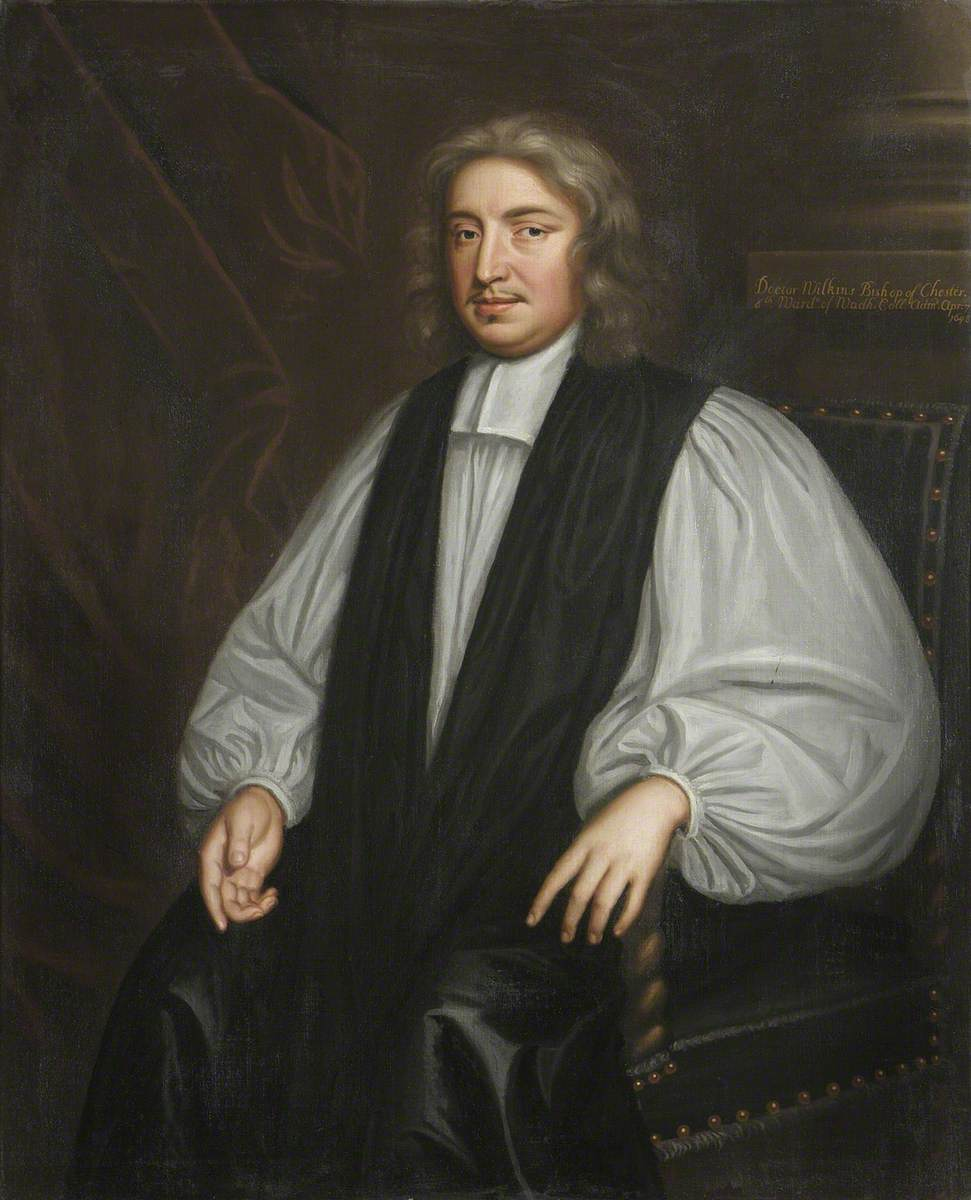
John Wilkins

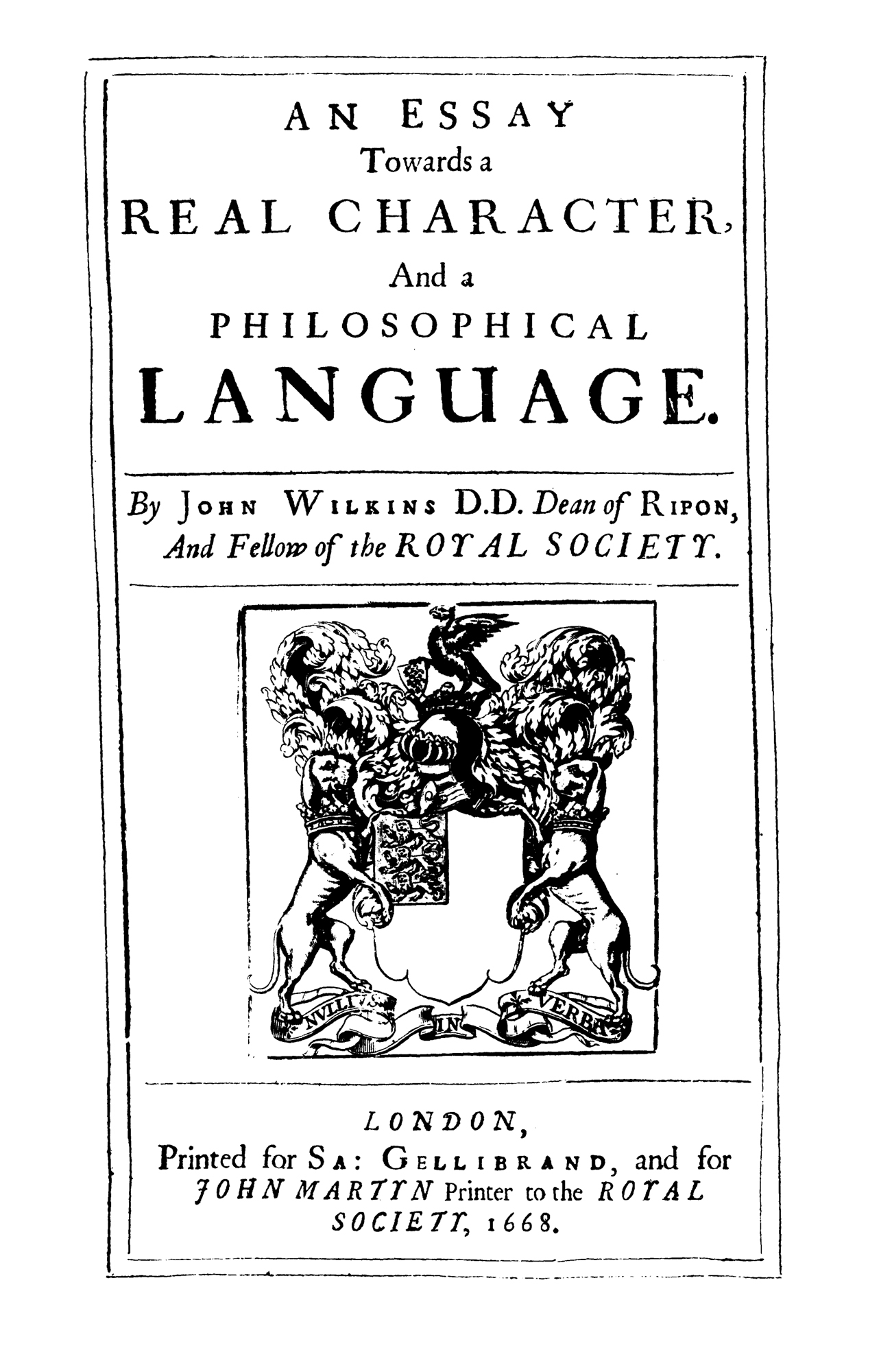
Frontispiz An essay towards a real character, and a philosophical language (1668)

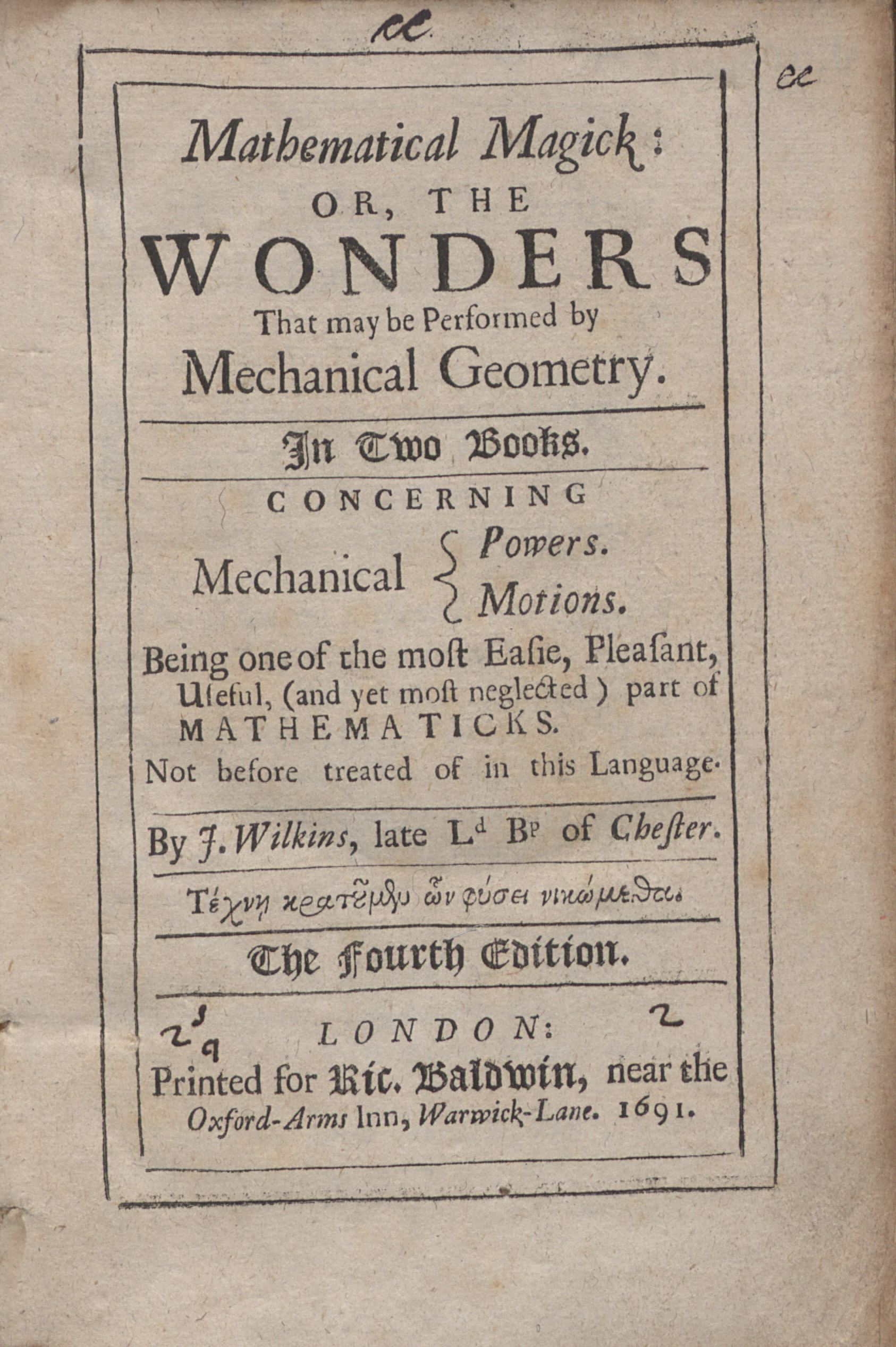
Mathematical magick, 1691

John Wilkins (* 1614 in Fawsley, Northamptonshire; † 19. November 1672 in London) war Bischof von Chester sowie Gründungsmitglied („Founder Fellow“) und gemeinsam mit Henry Oldenburg einer der beiden ersten Sekretäre der Royal Society.

## Leben und Wirken
John Wilkins Vater war der Oxforder Goldschmied und Uhrmacher Walter Wilkins. John wurde am Magdalen College in Oxford ausgebildet, 1637 in Fawsley ordiniert und dort Vikar. Bald gab er die Stellung auf und wurde der Kaplan von Lord Saye and Sele, dann von Lord Berkeley und später von Prinz Karl Ludwig, Neffe von Karl I. von England und späteren Kurfürsten von der Pfalz Karl I. Ludwig.
Im Englischen Bürgerkrieg war  Wilkins ein Anhänger der republikanischen Partei, doch behielt er stets Verbindungen zu führenden Royalisten. 1648 wurde er zum Warden (Leiter) des Wadham College in Oxford berufen. Die dazu nötige Promotion in Theologie erlangte er Ende 1648. Mit einer Ausnahmegenehmigung heiratete er 1656 Robina Cromwell, die Schwester des Lordprotektors Oliver Cromwell. 1659 berief ihn Richard Cromwell, dessen Sohn und Nachfolger als Lordprotektor, zum Master of Trinity College in Cambridge. Nach der Restauration des Königtums 1660 verlor er diesen Posten. Bis heute ist er damit die einzige Person, die sowohl in Oxford als auch in Cambridge ein College geleitet hat. In der Folgezeit machte er seinen Frieden mit König Charles II. 1662 wurde er zum Vikar von St Lawrence Jewry in London und 1668 zum Bischof von Chester berufen.
Wilkins interessierte sich sehr für die Naturwissenschaften und wurde Gründungsmitglied („Founder Fellow“) und von 1663 bis 1668 erster Sekretär der Royal Society. Ihm lag an der Popularisierung der neuen heliozentrischen Weltsicht von Kopernikus, Kepler und Galilei. Angeregt durch Tommaso Campanellas Apologia pro Galileo veröffentlichte er 1638 und 1640 anonym zwei Bände, die in Deutschland als Vertheidigter Copernicus erschienen. In einem Kapitel untersucht er die Möglichkeit, eine Reise zu dem nach damaliger Auffassung bewohnten Mond zu unternehmen. Er erörterte vier Möglichkeiten, den Mond zu erreichen:
- mit Hilfe von Engeln
- mit Hilfe von Vögeln
- durch vom Menschen selbst zu betätigende Flügel
- dank eines „fliegenden Wagens“, der nach Wilkins’ Überzeugung demnächst erfunden werden würde

Dabei bezog sich Wilkins unter anderem auf Vorschläge des Spaniers Domingo Gonsales, der Hauptfigur in dem Roman A Man in the Moone von Francis Godwin. Den Kopernikanischen Ansichten widersprach vehement Alexander Ross (1591–1654) in The New Planet….
Zusammen mit Robert Hooke entwickelte Wilkins technisch-wissenschaftliche Apparate. Seine Mathematical Magick ist die erste ausführliche Abhandlung in englischer Sprache.
1641 publizierte Wilkins anonym eine Abhandlung mit dem Titel Mercury, or The Secret and Swift Messenger. Es handelte sich um ein kleines aber umfassendes Werk über Kryptographie, das von beiden Seiten im Englischen Bürgerkrieg eifrig benutzt wurde. Als Anregung könnte wiederum eine Arbeit von Francis Godwin gedient haben.
Die Wissenschaftler des 17. Jahrhunderts waren darüber besorgt, dass die natürliche Sprache wegen ihrer Ungenauigkeit den wissenschaftlichen Fortschritt hindert. In seinem wohl wichtigsten Werk An essay towards a real character, and a philosophical language (London 1668) entwickelt er deshalb eine universale philosophische Sprache. Er setzte sich damit das Ziel, das gesamte Wissen im Universum detailliert darstellen zu können – genauer, als es mit Englisch oder einer anderen Sprache möglich war. Er entwickelte ein System von Tabellen und graphischen Zeichen, um die gewünschten Konzepte darstellen zu können. Jorge Luis Borges widmete diesem Buch den Essay Die analytische Sprache von John Wilkins, der Michel Foucault zu seinem Buch Die Ordnung der Dinge inspirierte.

## Schriften (Auswahl)
- The discovery of a world in the moone, or, a discourse tending to prove that ’tis probable there may be another habitable world in that planet, London 1638 (E-Book im Projekt Gutenberg)
  - The Discovery of a New World, Or, A Discourse Tending to Prove, that 'tis Probable There May be Another Habitable World in the Moone: With a Discourse Concerning the Possibility of a Passage Thither, London 1640 (Digitalisat)
- Mercury, or The secret and svvift Messenger: shewing how a man may with privacy and speed communicate his thoughts to a friend at any distance, 1641 (Digitalisat)
- Mathematical Magick, or, The wonders that may by performed by mechanichal [sic] geometry: in two books, concerning mechanical powers [and] motions, being one of the most easie, pleasant, useful, and yet most neglected, parts of mathematicks, not before treated of in this language. London 1648.
- Gottselige Gedancken Uber die Zierliche Ordnung die bey der Fürsehung und Regierung Gottes in allen unverhofften und beschwärlichen Zufällen zu verspüren ist:Allen betrübten Hertzen/ sonderlich zu diesen schwierigen und trübseligen Zeiten überauß trostlich/ nutzlich und erbaulich, Ursprünglich Von Herrn Johann Wilkins H. Schrifft Doctorn in Englischer Sprach beschrieben. Anjetzo aber Durch Johann Zollikofer/ Dienern der Kirchen zu Herisau in das Hochteutsche mit allem Fleiß übersetzt; Basel 1672
- An essay towards a real character, and a philosophical language. London 1668 (Digitalisat, Volltext).
- A discourse concerning the gift of prayer. London 1674.
- Of the principles and duties of natural religion. 1693.
- Johannis Wilkins, Des fürtrefflichen Englischen Bischoffs zu Chester Vertheidigter Copernicus, Oder Curioser und gründlicher Beweiß der Copernicanischen Grundsätze: In Zweyen Theilen verfasset und dargethan, I. Daß der Mond eine Welt oder Erde, II. Die Erde ein Planet seye; Zum Nutzen und zur Belustigung der Liebhaber der wahren Astronomie; Aus dem Englischen ins Teutsche übersetzet (von Joh. Gabr. Doppelmayr), Leipzig 1713 (Digitalisat)
- The mathematical and philosophical works of the Right Rev. John Wilkins, late lord bishop of Chester: to which is prefix'd the author's life, and an account of his works; in two volumes, London, 1802